# Felícitas Sánchez Aguillón
Felícitas Sánchez Aguillón o Sánchez Neyra (Cerro Azul, Veracruz, México; Década de 1890 - Ciudad de México, México, 16 de junio de 1941) fue una asesina en serie mexicana. Conocida popularmente como "la Ogresa de la Col. Roma", nombre asignado por la prensa amarillista.  
Responsable de un número indeterminado de abortos, y de infanticidios (se cree que fueron más de 50, durante la década de 1930), en un suburbio de la Colonia Roma de la Ciudad de México, donde vivía en un edificio departamental. Fue una asesina organizada, hedonista y sedentaria que según su profesión se considera un ángel de la muerte (se graduó como enfermera y ejerció como partera).
A la par de su labor como partera, sostenía un negocio ilícito practicando abortos y traficando con infantes.

## Primeros años
A finales del s. XIX y principios del s. XX, nace en una zona rural del estado de Veracruz, en el poblado de  Cerro Azul, Felícitas Sánchez. Se desconocen mayores detalles de su infancia; lo poco que se sabe es que tuvo una relación tormentosa con su madre (dominada por el rechazo de está última), lo cual desencadenaría la psicopatología que marcaría su futuro modus operandi: un rechazo patológico hacia la maternidad y todo lo relacionado con ésta, y, como el común denominador en los asesinos seriales, desde pequeña tuvo un comportamiento perverso, que se expresaba con crueldad hacia los animales (disfrutaba en especial envenenando a perros y gatos callejeros).
Durante la década de 1900, Felícitas estudia y se gradúa de enfermería y comienza a trabajar como partera en su natal Veracruz. A la par, contrae matrimonio con un hombre de poco carácter, codependiente y sumiso, llamado Carlos Conde (en el futuro éste sería el patrón en todas sus parejas). Sánchez ya era una mujer obesa, de malos modales, misántropa y de carácter muy fuerte. La prensa de la época, posteriormente a su aprehensión, puso especial énfasis en su fealdad (basándose en descripciones de los vecinos de la mujer, cuya opinión seguramente estaba influenciada por los crímenes). 

"Parece bruja, con los ojos saltones, gorda, fea, más bien repugnante..." 
(Periódico La Prensa, 1941).

A pesar de su aspecto y personalidad Felícitas Sánchez contó con varias parejas a lo largo de su vida, que incluso sirvieron como cómplices para sus delitos (entre ellos el propio Carlos Conde).   
Del matrimonio con Conde, nacen un par de gemelas; la condición económica de la pareja era austera, y no podían solventar la manutención de las pequeñas, así que Felícitas decide venderlas. Su marido que en un principio estuvo de acuerdo con el acto, termina arrepintiéndose, pero ya era demasiado tarde, Sánchez no cedió y jamás reveló el destino final de sus hijas; esto marcó el final del matrimonio. Aunque suene extraño, hasta donde se sabe Felícitas no asesinó a ninguno de sus hijos (las gemelas Conde Sánchez no fueron las únicas hijas que tuvo).
Tras la separación, (por el año de 1910), la mujer emigra hacia la capital.

## Crímenes
Felícitas Sánchez, se asienta en la Colonia Roma de la Ciudad de México, en la calle Salamanca No. 9 (por esa época ocupado por un edificio de departamentos). Le alquila una habitación a una mujer que ocupaba un departamento en el tercer piso del edificio. Su nueva casera y compañera de departamento laboraba todo el día y solo iba al departamento para dormir, lo cual dejaba a Felícitas el tiempo y el espacio para dar rienda suelta a sus aberrantes prácticas.
Sánchez Neyra estableció un negocio "atendiendo partos" en el lugar (a su casera no le molestaba mientras el sitio estuviera limpio). En efecto Felícitas atendía partos, pero pronto comenzó a destacar el hecho de que mujeres adineradas acudían a consulta con la mujer; evento extraño, porque una mujer con alta capacidad adquisitiva no tenía razones para recurrir a una partera en un barrio marginal para atender su embarazo. 
Los vecinos pronto empezaron a percatarse de otros eventos extraños: las cañerías del edificio se tapaban con frecuencia (para arreglar este contratiempo Felícitas contaba con la complicidad de un fontanero llamado Roberto Sánchez Salazar), y además, en ciertas ocasiones pudieron percatarse de que del departamento salía un extraño humo negro de olor muy desagradable. 
Pronto el negocio prosperó y Felícitas comenzó a practicar abortos clandestinos, incluso haciendo visitas a domicilio, frecuentando los más selectos barrios de la ciudad. Atendía a las mujeres sin importar la edad gestacional de su embarazo (así estuvieran en labor de parto).
Antes de comenzar con su faceta como asesina serial, Sánchez Neyra se dedicó al tráfico de menores: empezó a vender a los niños recién nacidos que sobrevivían. Luego, empezó a traficar también con niños que compraba de madres que por una u otra razón vendían a sus hijos, bajo la promesa de que los colocaría en una "buena" casa.
Durante la década de 1910, todavía en el período del  México porfirista, Sánchez fue detenida en por lo menos 2 ocasiones por tratar de vender a un bebé, saliendo libre tras pagar una simple multa.
No pasó mucho tiempo antes de que Felícitas evolucionara al asesinato, pues los niños que no lograba vender terminaban muertos y muchos infantes perecieron bajo su cuidado.     
Felícitas pronto recaudó dinero suficiente para hacerse de un negocio, abrió una miscelánea (que también funcionó como clínica clandestina) en la calle Guadalajara No. 69, en la Ciudad de México,  a la cual llamó "La Quebrada".

### Asesinatos
Con posterioridad a su detención, los cómplices de "la Ogresa" relataron la terrible tortura a la que sometía los bebés y niños: solía parodiar los cuidados maternales de una manera sádica. Bañaba a las criaturas con agua helada, no les daba de comer durante períodos considerables de tiempo, los dormía en el piso y a veces los alimentaba con carne o leche podrida. 
Sus métodos de ejecución fueron increíblemente variados: asfixia, envenenamiento, apuñalamiento y hasta inmolación. Generalmente los estrangulaba o asfixiaba (en muchas ocasiones repetía sus diversiones de la infancia y los envenenaba), y, ya muertos, procedía a descuartizarlos (en ciertas ocasiones los llegó descuartizar vivos). Los restos, generalmente, los tiraba a las alcantarillas, a veces los desechaba en depósitos de basura y otras los incineraba en una caldera (de ahí el humo), incluso llegó a quemarlos vivos.

## Aprehensión
El 8 de abril de 1941, la alcantarilla del edificio de Salamanca donde vivía Sánchez Aguillón se tapó, (se encontraba congestionada desde la toma domiciliaria). En el primer piso del edificio se disponía una tienda de abarrotes, el dueño, llamado Francisco Páez, mandó llamar a un fontanero y a albañiles. Los albañiles levantaron el piso del negocio para poder acceder a la cloaca, cuando llegaron a ella la sorpresa y las náuseas fueron generales. En la alcantarilla había un enorme tapón de carne putrefacta, gasas y algodones ensangrentados, que despedían un olor insoportable. Indagando en la repugnante masa se encontraron con algo que despejó todas las dudas sobre su naturaleza, un pequeño cráneo humano.
Rápidamente, la prensa y la policía se hicieron presentes. Las autoridades llamaron a la puerta de la principal y única sospechosa, (Felícitas), los atendió la casera que no sabía nada, sin embargo los dejó pasar hasta la habitación de la mujer, a la cual ella nunca había entrado. Lo primero que salía a vista en el cuarto, era un altar con velas, agujas, ropa de bebé, un cráneo humano y una gran cantidad de fotografías de niños (trofeos; es un comportamiento típico de los asesinos seriales el coleccionar recuerdos que se relacionan con su víctima). Ese mismo día se catea la miscélanea "La Quebrada", Felícitas no se encontraba ahí, se había dado a la fuga.
En esa época no existía la noción de asesino en serie; pero el infanticidio era y siempre ha sido un crimen altamente condenado. La investigación cayó en manos del detective José Acosta Suárez, este hombre en 1942 también atraparía a Gregorio Cárdenas otro asesino en serie mexicano. 
El 11 de abril de 1941 es detenido Salvador Martínez Nieves, el fontanero cómplice. Él relata que en efecto sabía lo que estaba pasando, pero por miedo a ser condenado como cómplice, no había denunciado. En efecto, él sí era cómplice, recibía una cuantiosa paga por destapar los caños y un aún más cuantioso soborno por su silencio. Ese mismo día Felícitas es atrapada junto con su amante, Roberto o Alberto Covarrubias, alias "el Beto" o "el Güero" (con este hombre, que también fue su cómplice, Felícitas había procreado a su tercera y última hija, nacida en 1939, mientras trataban de huir de la ciudad).

## Móvil
Como ya se mencionó antes, Felícitas Sánchez Aguillón experimentó el rechazo materno desde muy pequeña, esto generó en ella una  personalidad neurótica. Aparentemente no sentía empatía ni  remordimientos, era  megalómana y  racionalizaba sus actos: 

“Efectivamente, atendí muchas veces a mujeres que llegaban a mi casa... Me encargaba de las personas que requerían mis servicios y una vez que cumplía con mis trabajos de obstetricia, arrojaba los fetos al WC.”(Sánchez Aguillón, Felícitas. 1941)

Pero su frágil estado mental iba más allá, tenía  ideas delirantes en donde creía realmente que hacía un bien con sus crímenes, les asignaba una cualidad mística, ejemplo de esto es el altar que poseía:

"Una mujer me dijo que había soñado que su hijo iba a nacer muy feo, que por favor le hiciera una operación para arrojarlo. En efecto, aquella criatura era un monstruo: tenía cara de animal, en lugar de ojos unas cuencas espantosas y en la cabeza una especie de cucurucho. A la hora de nacer, el niño no lloraba, sino bufaba. Le pedí al señor Roberto que lo echara al canal, y él le amarró un alambre al cuello.”(Sánchez Aguillón, Felícitas. 1941)

## Juicio
"La Descuartizadora de la Col. Roma" desde su detención hasta junio de 1941, (más o menos tres meses), fue recluida en prisión y aislada a causa del peligro que representaba para ella el contacto con la población general del reclusorio. Durante todo ese tiempo vivió en una regresión donde se comportaba como una niña pequeña, lloraba todo el día, sólo pronunciaba monosílabos y una repetitiva frase que en ocasiones llegaba a gritar: "Quiero irme de aquí.". Incluso tuvo berrinches, se tiraba al piso, pataleaba, gritaba y era necesario arrastrarla para trasladarla de un lugar a otro. 
La amenaza del abogado de la mujer era clara, iban a revelar la lista de clientes si con ella era posible aminorar su condena. En aquella lista estaban inmiscuidas importantes figuras de la política; así en una evidente muestra de corrupción y una serie de irregularidades, permitieron que "la Ogresa" saliera libre en 3 meses.
Las más fuertes pruebas de la fiscalía que conectaban a Felícitas con los cargos de asesinato eran los restos encontrados en la cañería de Salamanca No. 9, entre los que se encontraban un cráneo y un par de piernas que correspondían a un niño de por lo menos un año de edad. Inexplicablemente estos restos desaparecieron. Sánchez Aguillón fue procesada, el 26 de abril de 1941, solo por los cargos de aborto, inhumación ilegal de restos humanos, delitos contra la salud pública y responsabilidad clínica y médica; ninguno de estos crímenes era considerado como grave por lo que la mujer alcanzaba fianza.
Pero la fiscalía tenía todavía los testimonios del fontanero (completamente dispuesto a declarar) y del amante, (que bajo la presión adecuada terminaría por declarar), desafortunadamente el juez que llevaba el caso abdicó, (se cree fue amenazado o sobornado para hacerlo), lo cual facilitó la salida de Sánchez antes de que la fiscalía pudiera apelar el fallo.
Su exesposo, Carlos Conde, pese a que ya no sostenía una relación sentimental con Felícitas, fue quien pagó la fianza  que ascendía a $600.00 pesos de aquella época (equivalente a $600,000.00 pesos mexicanos actuales, aprox. $30,000.00 dólares). En junio de 1941 salió libre.

## Muerte
Ella sabía que todo había terminado, aunque no pudieran volverla a enjuiciar ya no podría seguir con su estilo de vida (de hecho ya no podría siquiera vivir en el país), todos la odiaban. El 16 de junio de 1941, se suicidó con una sobredosis de Nembutal, durante la madrugada en la casa que compartía con su concubino mientras este dormía. Dejó tres cartas póstumas: una dirigida a su exabogado, otra a su actual abogado y una última a su pareja. En ellas no había ninguna expresión sentimental (sin culpa, sin dolor, sin tristeza y sin lazos afectivos de ningún tipo, en ningún momento menciona a su hija). Al final de cuentas parecía haberse cosificado a sí misma, su propia muerte no pareció producirle ningún sentimiento.
Su hija pasó a la tutela del Estado, fue llevada a un hospicio, creció hasta convertirse, (hasta donde se sabe), en un miembro funcional de la sociedad.